# John Ernle
John Ernle (1620 - juin 1697) est un homme politique anglais qui siège à la Chambre des communes à plusieurs reprises entre 1654 et 1695. Il est chanceliers de l'Échiquier d'Angleterre, du 2 mai 1676 au 9 avril 1689.

## Biographie
Ernle est le fils aîné survivant de John Ernle de Whetham House, Calne et de sa femme Philadelphia Hopton, fille d'Arthur Hopton de Witham Friary, Somerset. En 1654, il est élu député du Wiltshire au premier parlement du protectorat. Il est de nouveau élu député du Wiltshire en 1660 pour le Parlement de la Convention. En 1661, il est élu député de Cricklade au Parlement cavalier. Il est fait chevalier le 4 avril 1663. En 1671, il est commissaire aux comptes de la commission des officiers loyaux et indigents et contrôleur des comptes des commerçants de 1671 à 1680 .
Ernle est nommé chancelier de l'Échiquier le 2 mai 1676 et conseiller privé en 1676. Il occupe le poste de chancelier jusqu'au 9 avril 1689. Il est nommé Lord Commissaire de l'Amirauté le 26 septembre 1677. Il est le seul membre du Comité des plantations, qui s'occupe des colonies américaines, à assister aux trois sessions de juillet 1677, bien qu'il n'assiste habituellement qu'à un quart de ces réunions.
En 1679, Ernle est élu député de New Windsor. Il est élu député de Great Bedwyn en 1681. Il hérite des domaines de son père en 1684. En 1685, il est élu député de Marlborough et est réélu député de Marlborough en 1689 et 1690. Il ne se représente pas en 1695 et se retire dans ses domaines de campagne 
Ernle meurt en 1697 et est enterré à Calne le 27 juin 1697. Il fait plusieurs legs caritatifs aux pauvres de Calne, Highworth et Bury Blunsdon. Une école gratuite pour cinq garçons fondée par Ernle continue dans son comté natal, le Wiltshire, jusqu'en 1829.

## Famille
Ernle épouse le 1er mars 1646, Susan Howe, fille de John Howe, 1er baronnet de Little Compton, Withington, Gloucestershire et a deux fils et sept filles. Il épouse en secondes noces le 19 septembre 1672, Elizabeth Seymour veuve de Charles Seymour (2e baron Seymour de Trowbridge) et fille de William Alington (1er baron Alington) de Killard. Il est le père de John Ernle, un officier de marine notable de la troisième guerre anglo-néerlandaise.
Sa fille Philadelphia Ernle (d.1692) épouse John Potenger (d.1733). Ils sont enterrés ensemble à Blunsdon dans le Wiltshire avec un monument de Peter Scheemakers .